# Protium aracouchini
Protium aracouchini is een plantensoort uit de familie Burseraceae. Het is een boom die gewoonlijk tot 10 meter hoog wordt. Sommige exemplaren kunnen een groeihoogte tot 20 meter bereiken. De boom bevat een balsemhars. De soort staat op de Rode Lijst van de IUCN geklasseerd als 'niet bedreigd'.
De soort komt voor in tropisch Zuid-Amerika, waar hij groeit in tropische regenwouden.
De boom wordt uit het wild geoogst voor lokaal gebruik als medicijn en vanwege het hout. De balsemhars wordt gebruikt voor het genezen van wonden. Wanneer de hars gemengd wordt met de gom van Eperua-soorten, kan dit als pleister op wonden gebruikt worden. Uit de stengels wordt een sap gewonnen, waar een balsem gemaakt wordt voor wonden en huidkwalen. Van de bladeren wordt een afkooksel gemaakt die gebruikt wordt als wasmiddel om het lichaam te reinigen bij koorts.
Naast medicinale doeleinden wordt de balsemhars ook gebruikt om aardewerk te glazuren. Verder wordt de balsemhars gemengd met het sap van de orleaanboom en krappaolie, hiermee wordt het lichaam ingewreven om het te beschermen tegen insecten en om het te parfumeren. Het hout wordt lokaal gebruikt voor het maken van planken en lades.